# Sava (Volkov)
Sava (světským jménem: Sergej Alexandrovič Volkov; * 27. září 1958, Šigoň) je ruský duchovní Moldavské pravoslavné církve a arcibiskup tiraspolský a dubǎsarský.

## Život
Narodil se 27. září 1958 v Šigoni.
Roku 1967 se přestěhoval s rodinou do Saranska, kde dokončil osm tříd střední školy. Roku 1974 nastoupil na Ruzajevskou železniční technickou školu a několik let pracoval na železničních drahách.
Na žádost arcibiskupa penzenského a saranského Melchisedeka (Lebeděva) byl roku 1977 přijat na Moskevský duchovní seminář. Roku 1980 nastoupil po ukončení semináře na Moskevskou duchovní akademii. Roku 1982 byl povolán do vojenské služby a působil na jaderném polygonu poblíž Semipalatinsku.
Roku 1986 ještě jako student akademie vstoupil do Danilovského monastýru. Zde byl v dubnu představeným monastýru archimandritou Panteleimonem (Dolganovem) postřižen na rjasofora se jménem Pavel.
Dne 18. května 1986 byl v chrámu Svate Trojice Danilovského monastýru rukopoložen metropolitou tallinským a estonským Alexijem (Rüdigerem) (pozdějším patriarchou moskevským) na hierodiakona. V prosinci stejného roku byl archimandritou Panteleimonem postřižen na monacha se jménem Savva na počest svatého Sávy Storoževského.
Dne 6. ledna 1987 byl metropolitou volokolamským a jurjevským Pitirimem (Něčajevem) rukopoložen na jeromonacha. V květnu stejného roku se stal ekonomem Danilovského monastýru s právem nosit náprsní kříž.
Dne 3. června 1987 byl v chrámu Zjevení Páně v Moskvě povýšen patriarchou moskevským Pimenem povýšen na igumena a 18. července v Trojicko-sergijevské lávře mu bylo uděleno právo nosit náprsní kříž s ozdobami.
Dne 17. března 1988 byl na návrh představeného Danilovského monastýru archimandrity Tichona (Jemeljanova) povýšen metropolitou voroněžským a lipeckým Mefodijem (Němcovem) na archimandritu.
V srpnu 1989 dokončil postgraduální studium na Moskevské teologické akademii.
V letech 1989-1990 působil jako první asistent představeného monastýru. Jako asistent se staral o zahraniční hosty. Dne 16. října 1990 byl patriarchou moskevským jmenován představeným chrámu Nanebevstoupení Páně v Moskvě (Zamoskvorečí).
Roku 1994 zřídil v Moskvě dětský domov s chrámem Novomučedníků a vyznavačů ruských.
Dne 16. července 1995 jej Svatý synod zvolil biskupem krasnogorským a vikarijním biskupem moskevské eparchie. Stal se také předsedou Synodního odboru pro spolupráci s ozbrojenými silami a donucovacími institucemi.
Dne 12. září 1995 proběhla v chrámu Svaté Trojice Danilovského monastýru jeho biskupská chirotonie. Světiteli byli patriarcha moskevský Alexij II., metropolita krutický a kolomenský Juvenalij (Pojarkov), metropolita voroněžský a lipecký Mefodij (Němcov), arcibiskup kerčský Anatolij (Kuzněcov), arcibiskup Valentin (Miščuk), arcibiskup penzenský Serafim (Tichonov), arcibiskup solněčnogorský Sergij (Fomin), arcibiskup vladimirský Jevlogij (Smirnov), biskup archangelský Panteleimon (Dolganov), biskup tverský Viktor (Olijnyk), biskup krasnojarský Antonij (Čeremisov), biskup istrijský Arsenij (Jepifanov), biskup bronnický Tichon (Jemeljanov), biskup dmitrovský Innokentij (Vasiljev), biskup verejský Jevgenij (Rešetnikov) a biskup orechovo-zujevský Alexij (Frolov).
Dne 5. března 2010 byl Svatým Synodem ustanoven biskupem eparchie Tiraspol a Dubǎsari.
Dne 26. července 2012 byl Svatým synodem potvrzen jako představený monastýru svatého Jana Předchůdce ve vesnici Stroenţi.
Dne 3. února 2013 byl povýšen na arcibiskupa.